# Bourgogne chitry
Le bourgogne-chitry est un vin rouge, blanc ou rosé de Bourgogne. Il s'agit d'une dénomination géographique au sein de l'appellation d'origine contrôlée bourgogne, située dans le département de l'Yonne (appelé aussi la Basse-Bourgogne ou plus récemment le Grand Auxerrois), près de la ville d'Auxerre.
L'aire de production du vignoble correspond à la commune de Chitry, qui couvre une superficie approximative de 90 hectares ces dernières années. Le vin blanc représente 2/3 de la production, le rouge 1/3 et le rosé (clairet) est anecdotique.

## Histoire

### Antiquité
L’édit de l'empereur romain Domitien, en 92 interdisait la plantation de nouvelles vignes hors d’Italie ; il fit arracher partiellement les vignes en Bourgogne afin d’éviter la concurrence. Mais Probus annula cet édit en 280.

### Moyen Âge

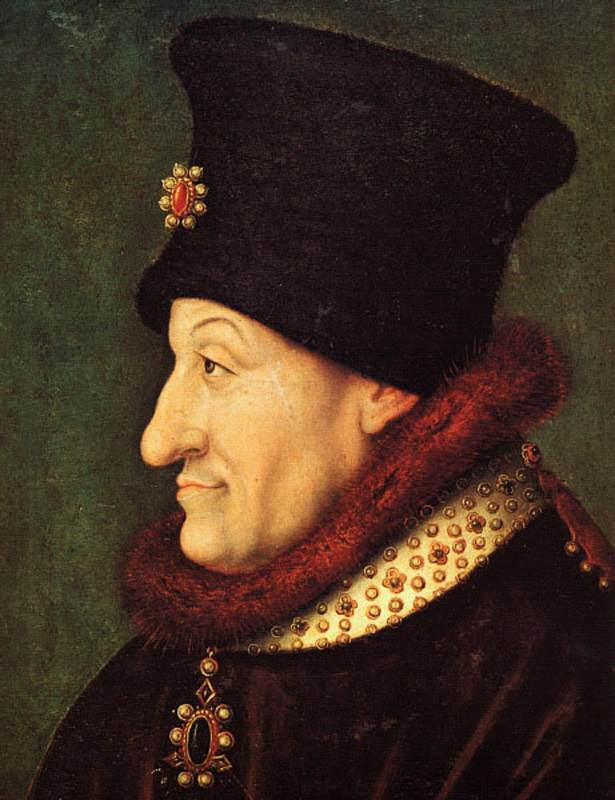
Philippe II le Hardi

Dès le début du VIe siècle, l’implantation du christianisme avait favorisé l’extension de la vigne par la création d’importants domaines rattachés aux abbayes. En l'an 1395, Philippe le Hardi décida d’améliorer la qualité des vins et interdit la culture du gamay au profit du pinot noir dans ses terres. Enfin en 1416, Charles VI fixa par un édit les limites de production du vin de Bourgogne. En 1477, à la mort de Charles le Téméraire, le vignoble de Bourgogne fut rattaché à la France, sous le règne de Louis XI.

### Période contemporaine

#### XIXesiècle
Dans les décennies 1830-1840, la pyrale survint et attaqua les feuilles de la vigne. Elle fut suivie d'une maladie cryptogamique, l'oïdium. Arrivèrent deux nouveaux fléaux de la vigne. Le premier fut le mildiou, autre maladie cryptogamique, le second le phylloxéra. Cet insecte térébrant venu d'Amérique mis très fortement à mal le vignoble bourguignon. Après de longues recherches, on finit par découvrir que seul le greffage permettrait à la vigne de pousser en présence du phylloxéra.

#### XXesiècle
Le mildiou provoqua un désastre considérable en 1910. Apparition de l'enjambeur dans les années 1960-70, qui remplace le cheval. Les techniques en viticulture et œnologie ont bien évolué depuis 50 ans (vendange en vert, table de triage, cuve en inox, pressoir électrique puis pneumatique, etc.). Par le décret du 26 mars 1993, la « sous-région » (on utilise ensuite la notion de dénomination géographique) « chitry » est reconnue au sein de l'appellation bourgogne (on peut la rajouter à la suite : « bourgogne chitry »).

#### XXIesiècle
Avec la canicule de 2003, les vendanges débutèrent pour certains domaines cette année-là à la mi-août, soit avec un mois d'avance, des vendanges très précoces qui ne s'étaient pas vues depuis 1422 et 1865 d'après les archives. Le cahier des charges de la dénomination est celui de l'appellation bourgogne, modifié dernièrement en octobre 2009, puis en novembre 2011 et en décembre 2023.

## Vignoble
L'aire de production du vignoble correspond à la commune de Chitry (aussi appelé Chitry-le-Fort) qui est situé à 13 km au sud-est d'Auxerre, sur la rive droite de l'Yonne. C'est un viticole typique, établi entre les cerisaies, les terres agricoles et ses nombreux hectares de vignes. Le village est blotti dans un cirque ouvert vers l'ouest et entaillé par de petites vallées. Le vignoble est installé sur les versants exposés vers le nord-nord-ouest et le sud-sud-est, entre 195 m et 300 m d'altitude.
Selon le service des Douanes, la superficie revendiquée en 2023 sous l'appellation est de 91 hectares, dont 57 pour produire du blanc, 33 pour du rouge et 1 pour du clairet (rosé). En 2008, la superficie totale était de 64 ha, dont 37 en blanc et 27 en rouge/rosé.
Le bourgogne-chitry est une des cinq appellations spécifiques du vignoble auxerrois, avec l'irancy, le saint-bris, le bourgogne-côtes-d'auxerre et le bourgogne-coulanges-la-vineuse.

### Géologie et orographie
Le sous-sol est constitué par des formations calcaires et marno-calcaires du Jurassique moyen et supérieur.

### Encépagement
Le cahier des charges étant commun à l'AOC bourgogne, une large gamme de cépages est autorisée. Dans la pratique, le pinot noir N est utilisé pour les vins rouges et rosés (aussi appelé clairet), et le chardonnay B pour les vins blancs.
Le pinot noir compose exclusivement les vins rouges de l'AOC. Il est constitué de petites grappes denses, en forme de cône de pin composées de grains ovoïdes, de couleur bleu sombre. C'est un cépage délicat, qui est sensible aux principales maladies et en particulier au mildiou, au rougeot parasitaire, à la pourriture grise (sur grappes et sur feuilles), et au cicadelles. Ce cépage, qui nécessite des ébourgeonnages soignés, a tendance à produire un nombre important de grapillons. Il profite pleinement du cycle végétatif pour mûrir en première époque. Le potentiel d'accumulation des sucres est élevé pour une acidité juste moyenne et parfois insuffisante à maturité. Les vins sont assez puissant, riches, colorés, de garde. Ils sont moyennement tanniques en général.
Le chardonnay compose les vins blancs de l'AOC. Ses grappes sont relativement petites, cylindriques, moins denses que celles du pinot noir, constituées de grains irréguliers, assez petits, de couleur jaune doré. De maturation de première époque comme le pinot noir, il s'accommode mieux d'une humidité de fin de saison avec une meilleure résistance à la pourriture s'il n'est pas en situation de forte vigueur. Il est sensible à l'oïdium et à la flavescence dorée. Il débourre un peu avant le pinot noir, ce qui le rend également sensible aux gelées printanières. Les teneurs en sucre des baies peuvent atteindre des niveaux élevés tout en conservant une acidité importante, ce qui permet d'obtenir des vins particulièrement bien équilibrés, puissants et amples, avec beaucoup de gras et de volume.

### Méthodes culturales

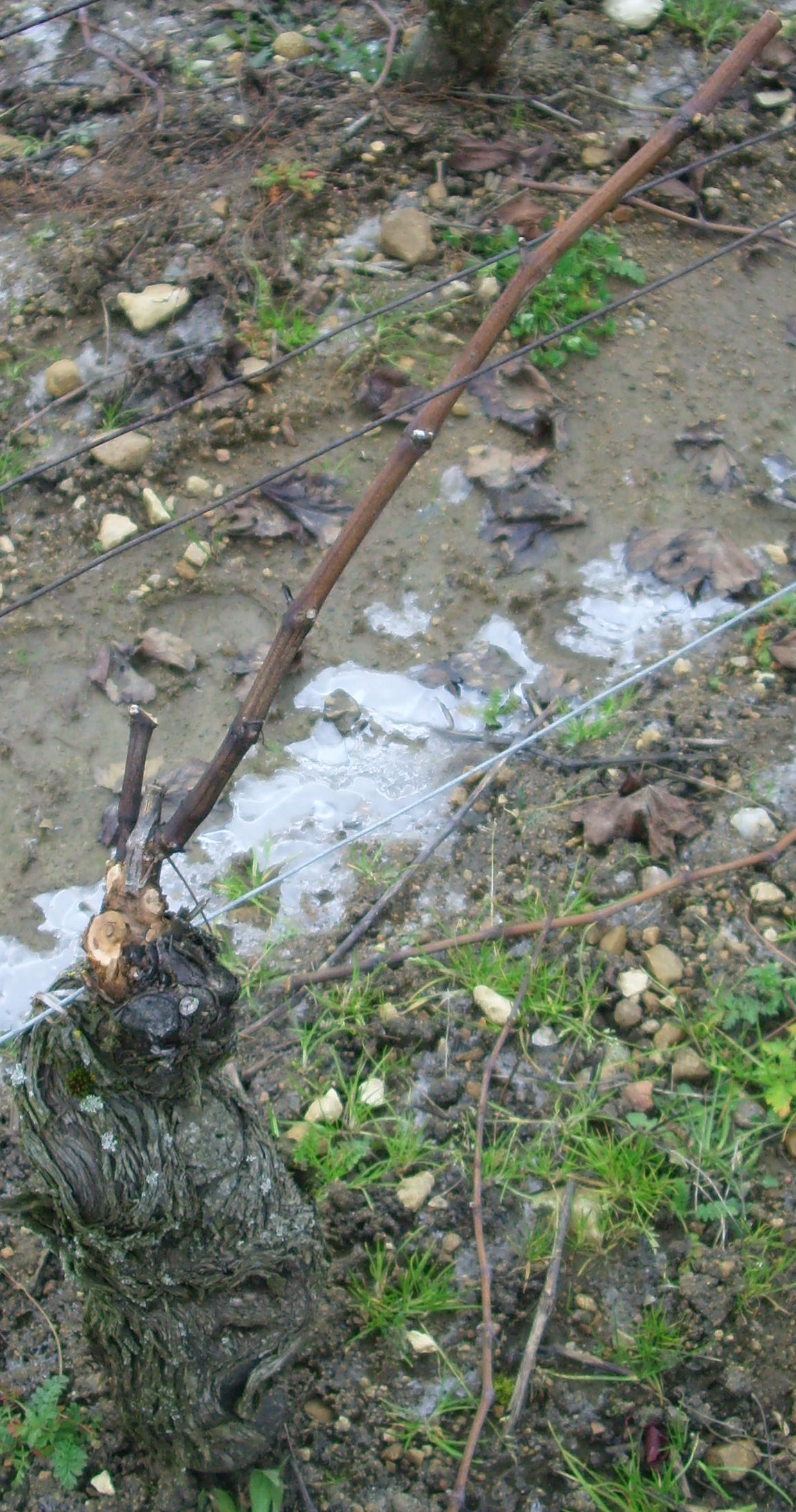
Pied de vigne taillé en Guyot simple.

#### Travail manuel
Ce travail commence par la taille, en « guyot simple », avec une baguette de cinq à huit yeux et un courson de un à trois yeux. Le tirage des sarments suit la taille. Les sarments sont enlevés et peuvent être brûlés ou mis au milieu du rang pour être broyés. On passe ensuite aux réparations. Puis vient le pliage des baguettes. Éventuellement, après le pliage des baguettes, une plantation de nouvelles greffes est réalisée. L'ébourgeonnage peut débuter dès que la vigne a commencé à pousser. Cette méthode permet, en partie, de réguler les rendements. Le relevage est pratiqué lorsque la vigne commence à avoir bien poussé. En général, deux à trois relevages sont pratiqués. La vendange en vert est pratiquée de plus en plus dans cette appellation. Cette opération est faite dans le but de réguler les rendements et surtout d'augmenter la qualité des raisins restants. Pour finir avec le travail manuel à la vigne, se réalise l'étape importante des vendanges.

#### Travail mécanique
L'enjambeur est d'une aide précieuse. Les différents travaux se composent du broyage des sarments, réalisé lorsque les sarments sont tirés et mis au milieu du rang. De trou fait à la tarière, là où les pieds de vignes sont manquants, en vue de planter des greffes au printemps. De labourage ou griffage, réalisé dans le but d'aérer les sols et de supprimer des mauvaises herbes. De désherbage fait chimiquement pour tuer les mauvaises herbes. De plusieurs traitements des vignes, réalisés dans le but de les protéger contre certaines maladies cryptogamiques (mildiou, oïdium, pourriture grise, etc.) et certains insectes (eudémis et cochylis). De plusieurs rognages consistant à reciper ou couper les branches de vignes (rameaux) qui dépassent du système de palissage. Des vendanges mécaniques se réalisant avec une machine à vendanger ou une tête de récolte montée sur un enjambeur.

### Rendements
Selon le cahier des charges de l'appellation, le rendement maximum doit être de 66 hectolitres par hectare pour le vin blanc et de 58 pour le rouge et le rosé, pouvant monter jusqu'au rendement butoir fixé à 77 hl/ha pour le blanc et 67 hl/ha pour le rouge et le rosé.
Les rendements déclarés récemment sont, pour le blanc :
| Année | Superficie (ha) | Production (hl) | Rendement (hl/ha) |
| ----- | --------------- | --------------- | ----------------- |
| 2020  | 57              | 2 400           | 42                |
| 2021  | 64              | 705             | 11                |
| 2022  | 58              | 3 285           | 57                |
| 2023  | 57              | 3 828           | 67                |
| 2024  | 58              | 1 132           | 20                |

pour le rouge :
| Année | Superficie (ha) | Production (hl) | Rendement (hl/ha) |
| ----- | --------------- | --------------- | ----------------- |
| 2020  | 32              | 1 094           | 34                |
| 2021  | 28              | 403             | 15                |
| 2022  | 33              | 1 702           | 51                |
| 2023  | 33              | 1 867           | 56                |
| 2024  | 32              | 536             | 17                |

La production de rosé est, en moyenne, inférieure à 100 hl par an.

## Vins

### Titres alcoométriques volumique minimal et maximal
| AOC                           | Rouge   | Rouge   | Blanc   | Blanc   | Rosé    | Rosé    |
| Titre alcoométrique volumique | minimal | maximal | minimal | maximal | minimal | maximal |
| Régionale                     | 10,5 %  | 13,5 %  | 10,5 %  | 13 %    | 10,5%   | 13,5 %  |

### Vinification et élevage
Voici les méthodes générales de vinification de cette appellation. Il existe cependant des petites différences de méthode entre les différents viticulteurs et négociants.

#### Vinification en rouge
La récolte des raisins se fait à maturité et de façon manuelle ou mécanique. La vendange manuelle est le plus souvent triée, soit à la vigne soit à la cave avec une table de tri, ce qui permet d'enlever les grappes pourries ou insuffisamment mûres. La vendange manuelle est généralement éraflée puis mise en cuve. Une macération pré-fermentaire à froid est quelquefois pratiquée. La fermentation alcoolique peut démarrer, le plus souvent après un levurage. Commence alors le travail d'extraction des polyphénols (tanins, anthocyanes) et autres éléments qualitatifs du raisin (polysaccharides etc.). L'extraction se faisait par pigeage, opération qui consiste à enfoncer le chapeau de marc dans le jus en fermentation à l'aide d'un outil en bois ou aujourd'hui d'un robot pigeur hydraulique. Plus couramment, l'extraction est conduite par des remontages, opération qui consiste à pomper le jus depuis le bas de la cuve pour arroser le chapeau de marc et ainsi lessiver les composants qualitatifs du raisin. Les températures de fermentation alcoolique peuvent être plus ou moins élevées suivant les pratiques de chaque vinificateur avec une moyenne générale de 28 à 35 degrés au maximum de la fermentation. La chaptalisation est réalisée si le degré naturel est insuffisant : cette pratique est réglementée. À l'issue de la fermentation alcoolique suit l'opération de décuvage qui donne le vin de goutte et le vin de presse. La fermentation malolactique se déroule après mais est dépendante de la température. Le vin est soutiré et mis en fût ou cuve pour son élevage. L'élevage se poursuit pendant plusieurs mois (12 à 24 mois) puis le vin est collé, filtré et mis en bouteilles.

#### Vinification en blanc

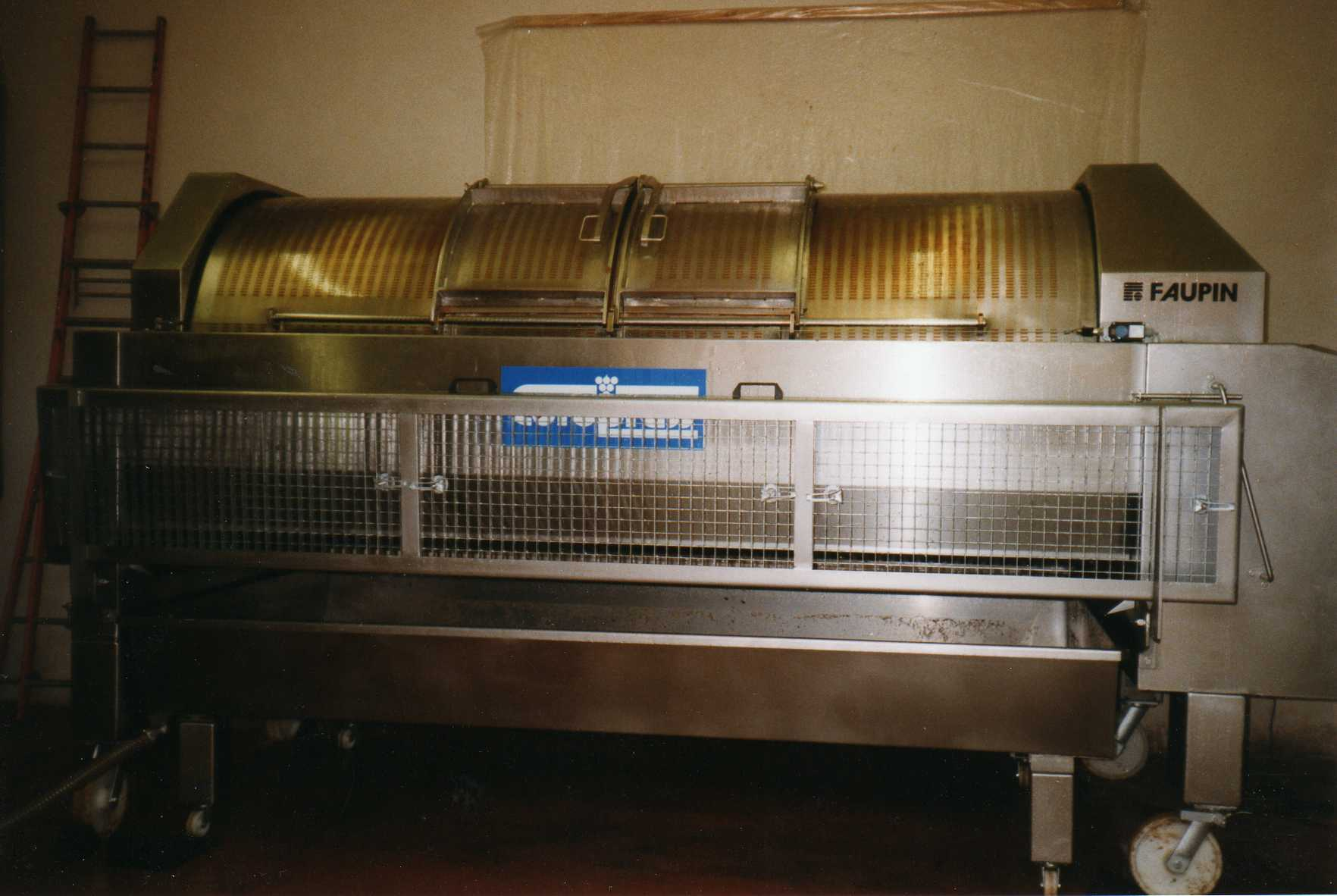
Pressoir pneumatique servant au pressurage

Comme pour le rouge, la récolte est manuelle ou mécanique et peut être triée. Les raisins sont ensuite transférés dans un pressoir pour le pressurage. Une fois le moût en cuve, le débourbage est pratiqué généralement après un enzymage. À ce stade, une stabulation préfermentaire à froid (environ 10 à 12 degrés pendant plusieurs jours) peut être recherchée pour favoriser l'extraction des arômes. Mais le plus souvent, après 12 à 48 heures, le jus clair est soutiré et mis à fermenter. La fermentation alcoolique se déroule avec un suivi tout particulier pour les températures qui doivent rester à peu près stables (18 à 24 degrés). La chaptalisation est aussi pratiquée pour augmenter le titre alcoométrique volumique si nécessaire. La fermentation malolactique est réalisée en Fûts ou en cuves. Les vins sont élevés « sur lies », en fûts, dans lesquels le vinificateur réalise régulièrement un « bâtonnage », c'est-à-dire une remise en suspension des lies. Cette opération dure pendant plusieurs mois au cours de l'élevage des blancs. À la fin, la filtration du vin est pratiquée pour rendre les vins plus limpides. La mise en bouteille clôture l'opération.

#### Vinification en rosé
Récolte manuelle ou mécanique avec du pinot noir. Le raisin est parfois trié. Deux méthodes sont utilisées avec soit le pressurage (rosé de pressurage) soit une mise en cuve de la vendange pour un début de macération : c'est la saignée (rosé de saignée), effectuée avec le tirage du jus de la cuve. La fermentation alcoolique se passe en cuve comme pour le blanc avec suivi de température, chaptalisation, etc. La fermentation malolactique suit. L'élevage se passe en cuve, parfois en fût). Enfin, le vin est filtré et mis en bouteille.

### Gastronomie
Les vins blancs ont une robe jaune pâle, avec des reflets jaune argenté. Le nez offre un parfum d'aubépine, avec des notes de citron, de fruits blancs, de pêche et d'aneth. La bouche présente une matière fruitée, soutenue par une acidité citronnée. La finale exprime de la salinité, avec une sensation de fraîcheur persistante. Le blanc accompagne les apéritifs de tapas iodés et salés, les huîtres, les plats aux légumes, les poissons rôtis, les asperges et mousselines d'herbes, la charcuterie fine et les escargots. Il peut aussi s'associer à fromage de chèvre. Température de service : 10 à 12 °C.
Les vins rouges présentent une couleur rouge cerise aux reflets rouge rubis. Le nez évoque des notes de cerise, de framboise, de pain grillé, avec des parfums de violette et de pivoine. La bouche se montre fraîche et fruitée. Le rouge peut accompagner un filet de thon cuit à l'unilatéral, un friand à la viande, une palette de porc fumée aux lentilles, un rôti de porc aux oignons, des paupiettes, un pot-au-feu, une entrecôte grillée, du cantal et autres tommes.

## Économie

### Structure des exploitations
Il existe des domaines de tailles différentes. Ces domaines mettent tout ou une partie de leurs propres vins en bouteilles et s'occupent aussi de le vendre. Les autres, ainsi que ceux qui ne vendent pas tous leurs vins en bouteilles, les vendent aux maisons de négoce.
Les maisons de négoce achètent leurs vins, en général, en vin fait (vin fini) mais parfois en raisin ou en moût. Elles achètent aux domaines et passent par un courtier en vin qui sert d'intermédiaire moyennant une commission de l'ordre de 2 % à la charge de l'acheteur.
Les caves coopératives et leurs apporteurs sont des vignerons. Ces derniers peuvent leur amener leurs récoltes, ou bien la cave coopérative vendange elle-même (machine à vendanger en général).

### Commercialisation
La commercialisation de cette appellation se fait par divers canaux de vente : dans les caveaux du viticulteur, dans les salons des vins (vignerons indépendants, etc.), dans les foires gastronomiques, par exportation, dans les Cafés-Hôtels-Restaurants (C.H.R), dans les grandes et moyennes surfaces (G.M.S).

### Producteurs de l'appellation
Liste des vignerons :
- Caves Bailly-Lapierre (Saint-Bris-le-Vineux) ;
- Domaine Biot (Chitry) ;
- Domaine Chalmeau (Chitry) ;
- Domaine Château du Val de Mercy (Chitry) ;
- Domaine Colbois (Chitry) ;
- Domaine De Moor (Courgis) ;
- Domaine de la Tour (Lignorelles) ;
- Domaine des Petits Bouchons (Chablis) ;
- Domaine Fontaine de La Vierge (Chitry) ;
- Domaine Giraudon (Chitry) ;
- Domaine Griffe (Chitry) ;
- Domaine Henry (Saint-Cyr-les-Colons) ;
- Domaine Jacquet (Chitry) ;
- Domaine Krantz (Chitry) ;
- Morin Olivier (Chitry) ;
- Domaine Notton (Chichée) ;
- Maison Simonnet-Febvre (Chablis) ;
- Vignoble Angst (Pontigny).